# チョ・セホ
チョ・セホ（조세호、曺世鎬、1982年8月9日 - ）は、韓国のコメディアンである。

## 経歴
本貫は昌寧曺氏。幼い頃、日本に居留していた。
2001年にSBSの第6期演芸班に応募して公開採用コメディアンとなり、キャベツを意味する洋白菜（ヤンペチュ）という芸名でデビューした。
2011年に公益勤務要員として兵役を終え、2012年から芸能活動を再開し、本名のチョ・セホとして活動するようになった。
2013年には、各種のバラエティ番組にゲスト出演するようになり、ドラマ『星から来たあなた』にも端役で出演した。
2014年には、SBSの娯楽番組でリアリティ番組『ルームメイト』の固定的なゲストとなり、2014年11月には中国中央電視台の娯楽番組/リアリティ番組『叮咯咙咚呛』に招かれて参加した。また、2016年にはMBCの『私たち結婚しました』シーズン4で、チャオ・ルーと7ヶ月間の仮装結婚生活をした。
現在はSBSとYGエンターテインメントが共同制作している新しいコンセプトの旅行番組『꽃놀이패』にレギュラー出演している。
2022年1月28日、新型コロナウイルスに感染したことを公表した。